# Lacoste
Lacoste es una empresa francesa fabricante de ropa, relojes, perfumes, zapatos, cinturones y maletas, entre muchos otros artículos de lujo, con sede central en la ciudad de París. Su producto más popular es su camisa Polo, hecha de material piqué. La camisa Polo fue muy popular en las décadas de los 70 y de los 80 en América y Europa.
El logotipo de la empresa es el reconocido cocodrilo verde, presente en casi la totalidad de sus productos.

## Desarrollo
Fue fundada en 1933 por el francés René Lacoste, conocido tenista, ganador con el equipo nacional, al que llamaban popularmente como Los mosqueteros, de la Copa Davis. Esta fama le serviría para desarrollar la empresa.
René Lacoste, apodado 'Le Crocodile', tomó su mote desde que se apostó una bolsa hecha de cocodrilo aunque no la ganó. Más tarde se hizo bordar un cocodrilo en la solapa de su chaqueta, pues por aquel entonces aún era infrecuente ver jugar a los tenistas en pantalón y camiseta cortos. Más adelante, cuando inició su línea de ropa dio su apellido a la marca y como insignia utilizó un cocodrilo verde con rojo en la parte interior de sus fauces abiertas 

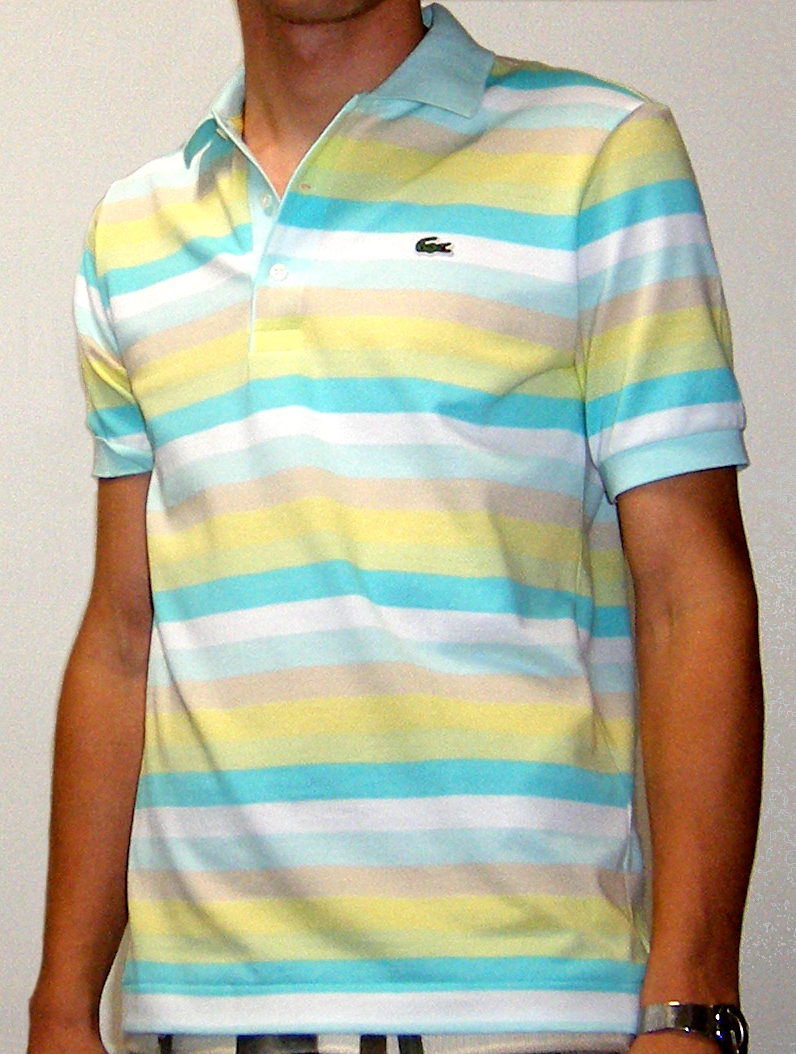
Un camisa manga corta polo de Lacoste.

El tipo de ropa llamada polo, tomó su nombre del juego del polo, muy popular en Inglaterra, y se diseñó para ese juego. En un principio tenía dos botones en las solapas, para evitar que se moviera al cabalgar, pero luego fue exportado a otros deportes. Dicha prenda se comercializaba como Chemise Lacoste. Esto último llevó a conocer con este nombre a esta prenda en Venezuela.
Desde 1943 Bernard, hijo del fundador, presidió la compañía hasta su muerte el 21 de marzo de 2006, a los 74 años. Bernard impulsó la moda de los polos de colores muy vivos. En el año 2005, 50 millones de prendas en 110 países llevaban la marca.
Los productos Lacoste suelen ser usados por sectores económicos altos, pues sus precios son elevados en comparación a una accesorio común.
El eslogan de la marca Lacoste “Un Peu d’Air sur Terre” (un poco de aire en la Tierra) cambió a “Unconventional Chic”(Chic no convencional), informó FashionUnited el 14 de diciembre de 2010. Después de cinco años la marca decidió invertir 50 millones de euros para promocionar su nueva campaña de publicidad global. La meta de tal estrategia era atraer nuevos clientes y para conseguirlo, Lacoste eligió convertirse en una marca más moderna y atrevida. En "Uncoventional Chic" Lacoste renunció a las celebridades. La campaña está integrada por cuatro fotografías de los modelos Jon Kortajarena, Anja Rubik, Liya Kebede y Noah Mills que posaron con un clásico de la firma, el polo L.12.12 sobre trajes de cóctel. A diferencia de otras campañas de firmas de moda, "Unconventional Chic" fue una acción publicitaria sólida que duró varias temporadas.
Por segunda vez consecutiva, Lacoste vistió en los Juegos Olímpicos de Río de Janeiro al Comité Olímpico Nacional de Francia, y el diseñador de la marca Felipe Oliveira Baptista se inspiró para la colección de primavera/verano 2016, en los juegos celebrados en Brasil.

## Logotipo
El logotipo de la marca es un crocodilia verde (en algunas ocasiones plateado conservando el color rojo de su hocico abierto) que se suele encontrar en la gran mayoría de los productos de la marca, siendo pionera en colocar el logotipo en exterior de las prendas. Su origen se creó debido a un partido de tenis que ganó René Lacoste, a quien por ello se le regaló un producto hecho con piel de cocodrilo. Por lo cual se le dio un nombre al logotipo de la marca basándose en el apellido de un deportista profesional. De ahí, surgió la idea de la imagen comercial distintiva de la casa diseñadora, la cual, con el paso de los años se ha modificado. Esta marca es de gran acogida en el continente americano.
Por otro lado, la prensa estadounidense apodó a Lacoste ¨El Cocodrilo¨ después de una apuesta con el capitán de la Copa Davis en Francia, quien le prometió una maleta de piel de cocodrilo si ganaba un partido crucial para su equipo. Fue su amigo Robert George quien tuvo la idea de bordar el cocodrilo en la camiseta de tenis.

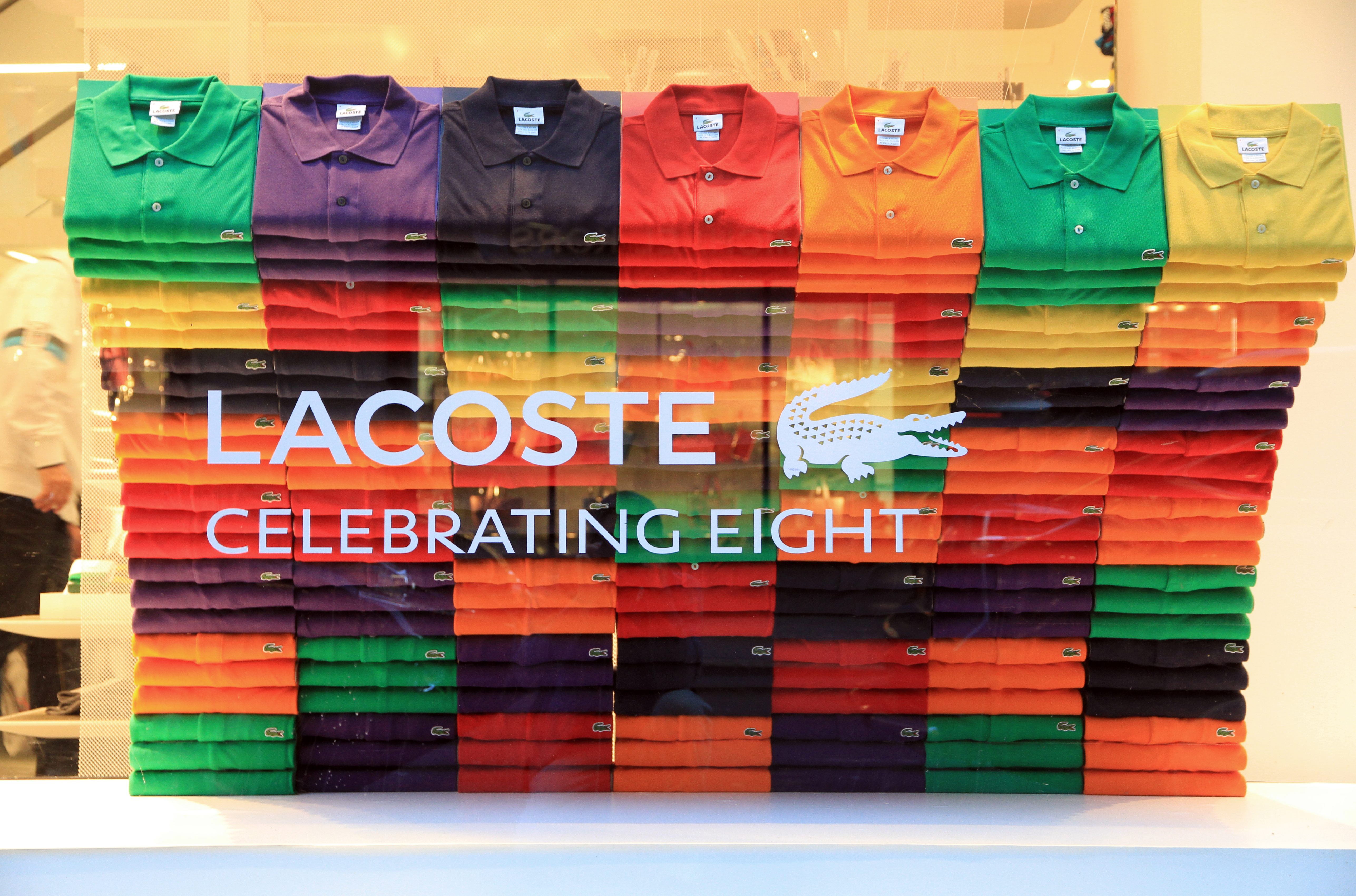
5th Avenue, NYC, 2013.